# Contea di Xiaojin
La contea di Xiaojin (小金县S, Xiǎojīn XiànP) è una contea della Cina, situata nella provincia di Sichuan e amministrata dalla prefettura autonoma tibetana e Qiang di Aba.